# Paullinia clavigera
Paullinia clavigera är en kinesträdsväxtart som beskrevs av Diederich Franz Leonhard von Schlechtendal. Paullinia clavigera ingår i släktet Paullinia och familjen kinesträdsväxter. Utöver nominatformen finns också underarten P. c. bullata.